# Казанская летняя
Каза́нская ле́тняя — день в народном календаре восточных славян, приходящийся на 8 (21) июля.

## Другие названия дня
рус. Прокопий, праздник Казанской Иконы Божьей Матери, Казанская, Прокопы летние, Прокопьев день, Прокоп жнец, Прокопий Жатвенник, Прокофий, Зажинки, Праздник Казанской Божией Матери;  бел. Градавы дзень, Градовой день, Казанская, Пракоп; укр. Прокопа-жниваря, Свято Прокопа, Прокіп'я, Прокопа-женця[страница не указана 3251 день], Прокіп.
Название происходит от церковного почитания в этот день явления Казанской иконы Божией Матери в 1579 году.

## Славянские традиции
В этот день встарь делался первый «зажин» ржи. Чтобы жатва была обильной, жница, нажав первый сноп, говорила: «Стань, мой сноп, на тысячу коп!». Осенью первым сжатым снопом, который вносили в дом, выгоняли мух и тараканов: «Первый сноп в дом, а клопы и тараканы — вон!», «Мухи, гады, вон! Идёт хозяин в дом!».
Яйца, хлеб, соль берут с собой на зажинки. Всем миром нажнут бабку — девять снопов поставят — и садятся за трапезу. Едят прямо на жнивной полосе.
Вологодские жницы, приступая к жатве и опоясавшись первыми срезанными колосьями, произносили своего рода заклинание: «Как былинка гнется и не ломится, так бы у рабы Божией (имярек) спинка гнулася и не ломалася и не уставала. Во веки веков, аминь!».
Если в текущем году в семье был покойник, то первый снопок, срезанный при зажине, не вносили в дом, а бросали его прямо в поле, «каб мыши i птушкi памянули нябожчыка».
День летней Казанской почитался большим праздником, наиболее торжественно и широко его отмечали в тех деревнях, где Казанская была престольным праздником. Сюда съезжались гости, молодёжь устраивала гулянья несколько дней.
В Белоруссии на Случщине на «Казанскую» не работали: «Калі хто паробіць, так нешта і зробіцца — маланка ў стог ударыць».
На Украине на зажин хозяйка брала с собой хлеб-соль и громичную свечу. Нажав серпом первый сноп хлеба, несла его домой и ставила его в красный угол под образами, в других местностях — в сарае, где он стоял до конца молотьбы. Позже этот сноп обмолачивали отдельно и зерно из него святили в церкви, а перед севом смешивали их с семенами[страница не указана 3251 день].
В Сербии святой Прокоп считался защитником человека и домашней живности от змей, грома и ветра. Сербы с этого дня  начинали сбор мёда. В Сербии шахтёры считают Прокопия своим покровителем (ср. слово «прокоп» — шахта). Чехи в святом Прокопе видят того, кто с помощью чертей прорыл скалы (чеш. Ve sv. Prokopu toho, jenž pomoci čertu prokopal skaly).

## Поговорки и приметы
- Если поспевало жито — в этот день начинали жатву[13].
- Коли на Казанскую черника поспевает, то поспела и рожь[2].
- Прокопий жнец, Прокопий жатвенник — зажинают рожь[2].
- Если Казанская неделя без дождя, то Ильинская неделя с дождём[20][страница не указана 3251 день].